# Psychotria dorotheae
Psychotria dorotheae är en måreväxtart som beskrevs av Herbert Fuller Wernham. Psychotria dorotheae ingår i släktet Psychotria och familjen måreväxter. Inga underarter finns listade i Catalogue of Life.